# Cnemaspis jacobsoni
Espèce
Statut de conservation UICN

 DD  : Données insuffisantes
Cnemaspis jacobsoni est une espèce de geckos de la famille des Gekkonidae.

## Répartition
Cette espèce est endémique de Simeulue en Indonésie.

## Description
Cnemaspis jacobsoni mesure, queue non comprise, jusqu'à 30,5 mm. C'est une espèce insectivore diurne.

## Étymologie
Cette espèce est nommée en l'honneur d'Edward Richard Jacobson.

## Publication originale
- Das, 2005 : Revision of the Genus Cnemaspis Strauch, 1887 (Sauria: Gekkonidae), from the Mentawai and Adjacent Archipelagos off Western Sumatra, Indonesia, with the Description of Four New Species. Journal of Herpetology, vol. 39, n. 2, p. 233-247.